# 由良貞繁
由良 貞繁（ゆら さだしげ）は、安土桃山時代から江戸時代前期にかけての武将、大名（後述）。常陸国牛久藩主。嗣子なく亡くなって除封され、大名格を失った。豊臣秀次の家臣渡瀬繁詮は叔父にあたる。

## 略歴
天正2年（1574年）、上野国新田荘で由良国繁の長子として誕生。由良氏はもとは横瀬氏の分家の小野氏を称しており、祖父の由良成繁の代より由良氏に改めた。

天正18年（1590年）、豊臣秀吉の小田原役の際、父の国繁と叔父の長尾顕長と渋川義勝は、人質を取られている北条氏の命令で小田原城籠城に参陣させれることになり、竹鼻口を守備することになった。成繁夫人である祖母の妙印尼は、かねてより北条氏に金山城と館林城を奪われしことを怒り、桐生城（柄杓山城）や足利城を移らされ、それも一時失っていたことに憤怒していたので、天下の情勢を鑑みて決起することにし、貞繁と渡瀬繁詮を大将として小保方重政・矢場内匠助・鳥山内膳正ら総勢300の兵を率いて、碓氷峠を越えて進撃してきた前田利家・上杉景勝の両将に面会し、北条氏への恨みを述べて軍列に加わることを志願し、上杉勢のひとつとして上州松井田城攻めで軍功を上げた。前田・上杉両名の斡旋により、笠懸山の本営で豊臣秀吉に拝謁したが、秀吉は彼女の軍略を激賞し、戦後には北条に味方した国繁と顕長の罪を許し、桐生城・足利城ほかは没収となったが、繁詮に遠江国横須賀城3万石を与え、妙印尼は常州牛久5,000石が与えられた。
妙印尼の所領は彼女の死後（文禄3年頃）は国繁が継いだ。
同年、徳川家康の関東移封に伴い、貞繁は家康に召抱えられて近習とされ、部屋住料として、下総国海上郡内で3,000石の采地を賜った。
慶長3年（1598年）の秀吉朱印状によると、牛久ほか常陸国内の貞繁の所領の合計は、5,434石6斗6升8合。このとき国繁はまだ存命であり、朱印状の宛名は貞繁となっているが、『寛政譜』はこれを国繁のものとしている。
慶長5年（1600年）の関ケ原役では、永井直勝に属して家康本陣にあった。また江戸城の守備に加わった父の国繁に加増があり、下総国相馬郡内で1,600石余の新恩を賜った。
慶長7年（1602年）、佐竹義宣の秋田移封に伴い、城請取役の松平康重、松平一生らと共に水戸城を守備して一揆等に対応した。『寛政譜』は関ケ原直後に書いているが、実際にはこの年の12月に近江国蒲生郡内に2,000石の加増を賜った。
慶長10年（1605年）、3月の徳川秀忠の将軍宣下の後、9月より伏見城守備に加わる。
慶長15年（1610年）12月23日、従五位下出羽守に叙任される。
慶長16年（1611年）に父の国繁死去し、遺領7,000石を継いだ。『恩栄録』の補注で藤野保は、相続により貞繁の元の5,000石は収公されたとして、大名に列するのは誤りで削除すべきと書いているが、『由良氏書上』によれば、公儀は国繁の遺領7,000石と貞繁の所領5,000石をそのまま認めて併せて1万2千石の知行とするとしたが、貞繁が辞退して部屋住料の5,000石を返上して7,000石のみとしたのであり、公儀はこの事情を鑑みて、1万石以上の大名の格式を許し、参勤交代も大名と同じようにして下総国布川城主松平信一と交代で務めるようにと指示していた。よって7,000石であるが譜代大名として数えられる。
慶長18年（1613年）に牛久藩主山口重政が幕府の許しなく嫡男と相州小田原藩主大久保忠隣の養女との縁組させたことで改易（没領）されたので、貞繁が牛久藩主となり、牛久城に入る。
慶長19年（1614年）の大坂冬の陣では徳川秀忠軍の第四陣である土井利勝の手勢（佐久間安政・佐久間勝之・佐久間勝年・森忠政・堀直重・筒井定慶・溝口善勝・高力忠房・由良貞繁）として従軍し、30騎を率いた。溝口善勝らと木津川に係留された軍船の警備をしていた。

翌20年（1615年）の夏の陣でも同じく利勝の配下で出陣して、17騎を連れて、秀忠軍の一員として岡山口で戦った。5月7日、秀忠軍の一部が家康本陣の側面援護に回って天王寺に向かうなかで、左備の土井隊（佐久間安政・佐久間勝之・溝口善勝・堀親良・堀直重・高力忠房・由良貞繁）は、右備の酒井忠世の隊と共に大坂城に肉薄したが、背後から大坂方の大野治長・道犬ら後軍が銃撃をしかけてきて、土井・酒井隊は混乱して敗走。利勝は黒田長政・加藤嘉明両隊の援護を受けて立て直すと、再び前進した。大坂方崩壊後、土井隊の先鋒だった由良勢は（敗残兵を追って）鴫野口で激しく戦い、家臣が首級1つをとり軍旗7本などを奪う手柄を立てたが、自ら敵中に飛び込んだ貞繁自身も負傷した。翌8日、大坂城の土庫に追い詰められた豊臣秀頼らは将軍秀忠に助命を拒否されたので、庫に火を放って自決して果てた。
元和5年（1618年）7月22日、駿府城二の丸の御番を命じられ、由良貞繁・秋元泰朝・大田原晴清・岡本義保・福原資盛・蘆野資泰・伊丹豊後・那須彌八郎・千本資勝で務めた。
元和7年（1621年）3月23日、貞繁は病により急死した。享年48。法名は源淸院心獄良印。
嗣子はなく亡くなったため、急ぎ弟の貞長（忠繁）を養嗣子としたが、貞長が嫡子として将軍秀忠に御目見する跡式の作法を済ませていなかったことから、無嗣断絶により除封とされて7,000石は収公され、牛久城と領地は土井利勝の預かりとなった。しかし由良氏が新田義貞の血筋で、貞繁の忠勤に免じ、断絶に及ばずとして、元和9年（1623年）に嗣ぐのを許され、貞長は将軍秀忠より一字拝領して忠繁と改名して、牛久の新牧田1,000石を新恩として与えられ、後に御書院番とされたが、大名格を失い、以後は旗本とされた。